# Câu lạc bộ bóng đá Bắc Kinh Bát Hỷ
Câu lạc bộ bóng đá Bắc Kinh Bát Hỷ (tiếng Trung:北京八喜, bính âm: Běijīng Bāxǐ) là một câu lạc bộ bóng đá chuyên nghiệp Trung Quốc hiện đang thi đấu tại Giải bóng đá hạng nhất Trung Quốc. Câu lạc bộ có trụ sở tại Bắc Kinh, sân nhà của đội bóng là Trung tâm thể thao Triều Dương với 8000 chỗ ngồi.

## Lịch sử
Câu lạc bộ bóng đá Bắc Kinh Bát Hỷ Bắc Kinh Bát Hỷ được thành lập vào năm 2004 bởi cựu cầu thủ bóng đá Trung Quốc Quách Duy Duy, Vương Đào và Quách Duy Kiện là một câu lạc bộ bóng đá nghiệp dư. Đến năm 2009 đội câu lạc bộ trẻ đủ điều kiện để tham gia vào câu lạc bộ bóng đá chuyên nghiệp và bước vào giải bóng đá hạng nhì Trung Quốc. Chủ tịch đội bóng đã đưa Tào Hạn Đông quản lý đội bóng, tuy nhiên câu lạc bộ đứng thứ ba và bỏ lỡ giải đấu. Sau khi thất bại trong việc giành vé lên chơi giải bóng đá hạng nhì Trung Quốc để tiếp nhân việc giải thể đội bóng của câu lạc bộ Bắc Kinh Hoằng Đăng, đội bóng đã thăng hạng ở mùa giải 2010.

## Sân vận động
Sân nhà của Bắc Kinh Bát Hỷ là Trung tâm thể thao Triều Dương nằm trên đường số 77 Diêu Gia Viên ở quận Triều Dương. Sân vận động đã được sử dụng trong Thế vận hội Bắc Kinh 2008 và kết hợp sân tập golf, cửa hàng equistrian, địa điểm tổ chức bóng chày, tennis trong nhà và sân đào tạo. Bắc Kinh Bát Hỷ không đào tạo tại địa điểm này, nhưng câu lạc bộ bóng đá nghiệp dư Tử Cấm Thành thường chơi trận đấu cuối tuần tại sân nằm phía sau sân vận động chính.

## Thành tích
| Mùa giải | Thứ hạng | Trận | Thắng | Hòa | Thua | Bàn thắng | Bàn thua | Hiệu số | Điểm | Vị trí | Cúp           | Châu Á                  | Chỗ ngồi | Sân vận động                   |
| -------- | -------- | ---- | ----- | --- | ---- | --------- | -------- | ------- | ---- | ------ | ------------- | ----------------------- | -------- | ------------------------------ |
| 2009     | 3        | 15   | 8     | 3   | 4    | 25        | 22       | +3      | 21   | 3      | không tham dự | không lọt vào vòng loại |          | Trung tâm bóng đá Áo Cảnh      |
| 2010     | 2        | 24   | 10    | 4   | 10   | 24        | 24       | 0       | 28   | 8      | không tham dự | không lọt vào vòng loại |          | Trung tâm thể thao Triều Dương |
| 2011     | 2        | 26   | 7     | 9   | 10   | 18        | 28       | -10     | 30   | 11     | R1            | không lọt vào vòng loại |          | Trung tâm thể thao Triều Dương |
| 2012     | 2        | 30   | 8     | 7   | 15   | 34        | 46       | -12     | 31   | 15     | R2            | không lọt vào vòng loại | 845      | Sân vận động Thạch Cảnh Sơn    |
| 2013     | 2        | 30   | 11    | 8   | 11   | 35        | 42       | -7      | 41   | 7      | R2            | không lọt vào vòng loại | 2,269    | Trung tâm thể thao Triều Dương |

## Đội hình
Ghi chú: Quốc kỳ chỉ đội tuyển quốc gia được xác định rõ trong điều lệ tư cách FIFA. Các cầu thủ có thể giữ hơn một quốc tịch ngoài FIFA.
| Số | VT | Quốc gia          | Cầu thủ        |
| -- | -- | ----------------- | -------------- |
| 1  | TM | Trung Quốc        | Đổng Lôi       |
| 3  | HV | Trung Quốc        | Võ Văn Quảng   |
| 4  | HV | Trung Quốc        | La Hy          |
| 5  | HV | România           | Lucian Goian   |
| 7  | HV | Trung Quốc        | Cận Huy        |
| 8  | TV | Trung Quốc        | Lộ Khương      |
| 9  | TĐ | Uruguay           | Julián Lalinde |
| 10 | TĐ | Brasil            | Felipe Ferro   |
| 11 | TV | Trung Quốc        | Vương Văn An   |
| 12 | TV | Trung Quốc        | Lý Chấn Đông   |
| 13 | HV | Trung Quốc        | Hàn Hiên       |
| 14 | TĐ | Đài Bắc Trung Hoa | Ôn Chí Hào     |
| 15 | HV | Trung Quốc        | Thôi Uy        |
| 16 | TV | Trung Quốc        | Trương Thánh   |

| Số | VT | Quốc gia          | Cầu thủ         |
| -- | -- | ----------------- | --------------- |
| 17 | TV | Trung Quốc        | Vương Cảnh Huy  |
| 18 | HV | Trung Quốc        | Trần Phương Chu |
| 19 | TĐ | Trung Quốc        | Hồ Kỳ Linh      |
| 20 | TV | Trung Quốc        | Từ Bột Nhụy     |
| 21 | TV | Đài Bắc Trung Hoa | Trần Hạo Vĩ     |
| 22 | TM | Trung Quốc        | Khương Ba       |
| 23 | HV | Trung Quốc        | Diêu Lượng      |
| 24 | TM | Trung Quốc        | Dương Phàm      |
| 25 | HV | Trung Quốc        | Dương Quý Viêm  |
| 26 | HV | Trung Quốc        | Vương Tồn       |
| 27 | HV | Trung Quốc        | Thôi Trọng Khải |
| 28 | TV | Trung Quốc        | Tiết Phi        |
| 29 | HV | Trung Quốc        | Chu Hiểu Kiện   |
| 30 | HV | Trung Quốc        | Lưu Bân         |